# Haniel Langaro
Haniel Vinícius Inoue Langaro (nascut el 7 de març de 1995) és un jugador d'handbol professional brasiler del FC Barcelona i de la selecció brasilera d'handbol.
Ha participat en dos torneigs olímpics d'handbol amb el Brasil, els de Rio 2016 i els de Tòquio 2020.

## Palmarès

### FC Barcelona
- Lliga Asobal (3): 2021, 2022, 2023
- Supercopa d'Espanya d'handbol (2): 2021, 2022
- Copa del Rei d'handbol (3): 2021, 2022, 2023
- Copa Asobal (3): 2021, 2022, 2023
- Lliga de Campions de l'EHF (2): 2021, 2022
- Supercopa Ibèrica (2): 2022, 2023

### Premis individuals
- Campionat d'handbol masculí d'Amèrica del Sud i Centre 2020: millor lateral esquerre